# Kosmos 700
Kosmos 700, sovjetski vojni navigacijski i komunikacijski satelit iz programa Kosmos. Vrste je Parus.
Lansiran je 26. prosinca 1974. godine u 12:00 s kozmodroma Pljesecka, s mjesta 132/1. Lansiran je u nisku orbitu oko planeta Zemlje raketom nosačem Kosmos-3M 11K65M. Orbita mu je 964 km u perigeju i 999 km u apogeju. Orbitne inklinacije je 82,95°. Spacetrackov kataloški broj je 7593 COSPARova oznaka je 1974-105A. Zemlju obilazi u 104,72 minute.
Iz misije su ostala još dva dijela koja su ostala kružiti u niskoj orbiti.

## Vanjske poveznice
- N2YO.com Search Satellite Database (engl.)
- Celes Trak SATCAT Format Documentation (engl.)
- Kunstman  Arhivirana inačica izvorne stranice od 12. kolovoza 2019. (Wayback Machine) Satellites in Orbit (engl.)